# Wałentyn Ruslakow
Wałentyn Ołeksandrowycz Ruslakow (ukr. Валентин Олександрович Русляков, ur. 3 lutego 1972) – ukraiński judoka. Olimpijczyk z Sydney 2000, gdzie odpadł w eliminacjach w wadze ciężkiej.
Uczestnik mistrzostw świata w 1993, 1997, 1999 i 2003. Startował w Pucharze Świata w latach 1997-2004. Siódmy na mistrzostwach Europy w 2000. Brązowy medalista akademickch MŚ w 1994 roku.

## Letnie Igrzyska Olimpijskie 2000
| Konkurencja | Eliminacje            | Eliminacje            | Klas. końcowa |
| Konkurencja | Przeciwnik I          | Przeciwnik II         | Miejsce       |
| ----------- | --------------------- | --------------------- | ------------- |
| +100 kg     | Rafał Kubacki (POL) Z | Ángel Sánchez (CUB) P | II runda      |